# 티투 쿠시 유팡키

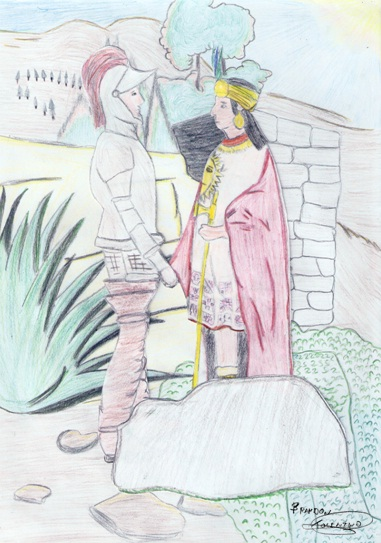
티투 쿠시 유팡키

돈 디에고 데 카스트로 티투 쿠시 유팡키(스페인어: Don Diego de Castro Titu Cusi Yupanqui)는 신잉카국의 왕이자 망코 잉카 유팡키의 아들로 태어났다. 1563년에 선왕이자 형제였던 사이리 투팍의 뒤를 이어 즉위했고, 1571년에 폐렴으로 사망할 때까지 왕국을 다스렸다.
그가 반란을 일으켜 빌카밤바에서 신잉카국을 다스릴 동안, 스페인의 총독과 관리들은 최대한 협상을 통해 그를 복속시키고 싶어했다. 협상의 주 내용은 그가 빌카밤바에서 내려오고 왕위를 내려놓는 것에 대한 것이었다. 1568년 즈음에 협상이 타결된 이후, 티투 쿠시 유팡키는 가톨릭으로 개종하여 '디에고 데 카스트로'라는 이름을 얻게 된다.
티투 쿠시 유팡키는 투팍 아마루를 잉카 제국의 황제였던 망코 잉카의 시체를 운구하는 대사제로 임명했다.
투팍 아마루는 1571년에 티투 쿠시가 급사한 이후 잉카인들의 지도자 자리에 오르는데, 이때 티투 쿠시 옆에서 시중을 들었던 사람 2명이 스페인 관리의 사주를 받아 그를 독살한 것으로 의심받았고, 결국 2명 다 죽게 된다. 
그는 스페인인들이 작성한 기록의 번역자, 즉 기록에 자세한 내용을 덧붙여넣는 일을 했으며 선교사들의 도움을 받아 1570년 즈음에 An Inca Account of the Conquest of Peru작성하여 발표하였다. 이 책에는 스페인의 잉카 정복에 대한 다양한 시각을 보여 주고 있는데, 특히 잉카 원주민들의 관점으로 본 스페인의 도래에 대해 설명하고 있어 가치가 높다. 그는 잉카 제국이 처음으로 미지의 스페인 군인들을 조우했을 때 어떤 느낌이었는지, 어떤 생각으로 그들을 대했는지에 대하여 나와있다. 아래에 나온 부분은 망코 잉카가 전령에게서 바다 건너에서 새로운 사람들이 나타났다는 소식을 전해들었을 당시의 내용이다.
"나의 아버지가 이 소식을 들으셨을 때, 아버지는 크게 격노하셨다. 그 분은 "어떻게 이방인이 감히 자신의 허락을 받지 않고 내 영토에 들어올 수 있느냐? 대체 그들은 누구이며 무엇을 위해 온 것이냐?"라고 말씀하셨고, 전령은 이렇게 말했다. "폐하, 그 사람들은 신이 틀림없습니다. 그들은 자신들이 바람을 타고 왔다고 말하며, 수염을 길렀으며 매우 아름답고 하얀 피부를 갖고 있습니다. 그들은 은으로 만든 옷을 입고 있으며, 심지어 그들이 타고 온 짐승들까지도 은으로 만든 옷에 신발을 신고 있습니다. 또한 그들은 천둥을 갖고 있어 원할 때마다 그 힘을 발휘합니다. 게다가 저희는 저희 눈으로 직접 그자들이 두꺼운 사각형 모양의 하얀 옷뭉치에다 대고 기도를 하는 것을 보았습니다. 그들은 이 얇디 얇은 가죽 뭉치에 대고 기도를 하며, 이 것 없이는 그 무엇도 이루어질 수 없다고 말합니다.... 그러니 폐하, 이들이 대체 신이 아니고 그 무엇일 수 있단 말입니까?"